# Punch Line (série télévisée d'animation)
Punch Line (パンチライン, Panchirain) est une série d'animation japonaise réalisée Yutaka Uemura au sein du studio MAPPA. Elle est diffusée initialement entre avril et juin 2015 au Japon sur Fuji TV, dans sa case-horaire noitaminA, et en simulast sur Crunchyroll dans les pays francophones.

## Synopsis
À la suite d'un accident, le lycéen Yūta Iridatsu est victime d'une « projection astrale », c'est-à-dire que son esprit a été séparé de son corps. Il s'est réveillé dans un manoir nommé Koraikan où il rencontre l'esprit d'un chat nommé Chiranosuke, qui lui a dit « tu dois trouver le Tome sacré de Koraikan pour retourner dans ton corps physique ». Tout en fouillant les couloirs du Koraikan à la recherche du Tome, Yūta aperçoit, par accident, les petites culottes des résidentes, ce qui l'excite tellement qu'il tombe dans les pommes. Le hic, c'est que voir toutes ces petites culottes pourrait provoquer la destruction de la Terre !

## Personnages
Yūta Iridatsu (伊里達 遊太, Iridatsu Yūta)
Voix japonaise : Marina Inoue
Mikatan Narugino (成木野 みかたん, Narugino Mikatan)
Voix japonaise : Sora Amamiya
Ito Hikiotani (曳尾谷 愛, Hikiotani Ito)
Voix japonaise : Minako Kotobuki
Meika Daihatsu (台初 明香, Daihatsu Meika)
Voix japonaise : Rie Kugimiya
Rabura Chichibu (秩父 ラブラ, Chichibu Rabura)
Voix japonaise : Haruka Tomatsu
Chiranosuke (チラ之助, Chiranosuke)
Voix japonaise : Yuri Yoshida
Ryūto Teraoka (寺岡 龍都, Teraoka Ryūto)
Voix japonaise : Kenji Akabane
Chihaya Tomoda (友田 千早, Tomoda Chihaya)
Voix japonaise : Jun Ōsuka
Kenji Miyazawa (宮沢 賢治, Miyazawa Kenji)
Voix japonaise : Marina Inoue
Akina Iridatsu (伊里達 秋奈, Iridatsu Akina)
Voix japonaise : Mariko Honda

## Production
La production de Punch Line est annoncée en novembre 2014. La série est produite au sein du studio MAPPA avec une réalisation de Yutaka Uemura, un scénario de Kōtarō Uchikoshi et des compositions de Tetsuya Komuro. Elle est diffusée initialement à partir du 9 avril 2015 dans la case-horaire noitaminA sur Fuji TV au Japon et en simulcast par Crunchyroll dans les pays francophones.

### Liste des épisodes
| No | Titre en français                          | Titre original                                        | Date de 1re diffusion |
| -- | ------------------------------------------ | ----------------------------------------------------- | --------------------- |
| 1  | Pants Panic                                | パンツパニック Pantsu panikku                         | 9 avril 2015          |
| 2  | Dentelle de la compassion pour les animaux | 生類憐みのレース Seirui awaremi no rēsu               | 16 avril 2015         |
| 3  | Les Martiens débarquent !                  | 火星人、襲来！ Kaseijin, shūrai!                      | 23 avril 2015         |
| 4  | Possédés par les rayures                   | 取り憑くシマ模様 Tori tsuku shima moyō                | 30 avril 2015         |
| 5  | La mort d'Ito                              | 愛、死す Ito, shisu                                   | 7 mai 2015            |
| 6  | C’est le jour de l’an, Meikaemon !         | 大晦日だよ、明香えもん Ōmisokada yo, Meikaemon        | 14 mai 2015           |
| 7  | Pants Panic, le retour                     | 帰ってきた、パンツパニック Kaettekita, Pantsu Panikku | 21 mai 2015           |
| 8  | Panty Party !                              | Panty Party !                                         | 28 mai 2015           |
| 9  | Brazilian High Kick                        | ブラジリアンハイキック Burajirian Hai Kikku           | 4 juin 2015           |
| 10 | La chute                                   | 墜落 Tsuiraku                                         | 11 juin 2015          |
| 11 | Justice Punch !                            | ジャスティスパンチ! Jasutisu Panchi!                  | 18 juin 2015          |
| 12 | Punch Line                                 | パンチライン Panchi Rain                              | 25 juin 2015          |

### Musique
| Générique | Épisodes | Début       | Début                | Fin                        | Fin             |
| Générique | Épisodes | Titre       | Artiste              | Titre                      | Artiste         |
| --------- | -------- | ----------- | -------------------- | -------------------------- | --------------- |
| 1         | 1 – 12   | PUNCH LINE! | Shokotan ♥ Denpagumi | Mitsu Mitsu Mitsu (蜜蜜蜜) | Ayumikurikamaki |

## Jeu vidéo
Un jeu vidéo développé par 5pb. est prévu sur PlayStation 4 et PlayStation Vita pour l'hiver 2015. Celui-ci propose une fin différente de l'anime.